# Дограшвили, Владимир Самсонович
Владимир Самсонович Дограшвили (1903 год, Кутаисский уезд, Кутаисская губерния, Российская империя — дата смерти неизвестна, Грузинская ССР) — грузинский государственный и хозяйственный деятель, председатель исполнительного комитета Маяковского районного Совета депутатов трудящихся Грузинской ССР. Герой Социалистического Труда (1949).

## Биография
Родился в 1903 году в крестьянской семье в одном из сельских населённых пунктов Кутаисского уезда. После школы трудился в частном сельском хозяйстве. В последующие годы получил высшее сельскохозяйственное образование. Работал на различных хозяйственных и административных должностях Багдатского района. С середины 1940-х годов — председатель райисполкома Маяковского района.
Занимался развитием сельского хозяйства в Маяковском районе. Благодаря его организаторской деятельности сельскохозяйственные предприятия в послевоенное время значительно повысили урожайность различных культур. В 1948 году урожай винограда в Маяковском районе превысил план на 30,3 %. Указом Президиума Верховного Совета СССР от 9 августа 1949 года удостоен звания Героя Социалистического Труда за «получение высоких урожаев винограда в 1948 году» с вручением ордена Ленина и золотой медали «Серп и Молот» (№ 4310).
Этим же Указом званием Героя Социалистического Труда были также награждены первый секретарь Маяковского райкома партии Владимир Соломонович Лорткипанидзе, заведующий районным отделом сельского хозяйства Сергей Георгиевич Буркадзе, главный районный агроном Наум Афанасьевич Порчхидзе и 26 тружеников-виноградарей различных колхозов Маяковского района.
За выдающиеся трудовые достижения по итогам 1949 года был награждён вторым Орденом Ленина.
С 1968 года — персональный пенсионер союзного значения. Дата его смерти не установлена.
Награды
- Герой Социалистического Труда
- Орден Ленина — дважды (1949; 25.11.1950)